# ムテュー・アデポジュ
ムテュー・アデポジュ（Mutiu Adepoju、1970年12月22日 - ）は、ナイジェリアの元サッカー選手。元ナイジェリア代表。ポジションはミッドフィールダー。

## 来歴
1990年にナイジェリア代表デビュー。アフリカネイションズカップ1992では3位、アフリカネイションズカップ1994では優勝した。ナイジェリア史上初の出場となった1994 FIFAワールドカップでは全4試合に出場、ベスト16となった。2大会連続の出場となった1998 FIFAワールドカップではグループステージ初戦・スペインで得点を決め、3-2で勝利した。その後、アフリカネイションズカップ2000では3位となり、2002 FIFAワールドカップのメンバーにも選ばれた。ナイジェリア代表で通算48試合に出場、6得点をあげた。

## 代表歴

### 出場大会
- ナイジェリア代表
  - 1994 FIFAワールドカップ
  - 1998 FIFAワールドカップ
  - 2002 FIFAワールドカップ

### 試合数
- 国際Aマッチ 48試合 6得点（1990年-2002年）[1]

| ナイジェリア代表 | 国際Aマッチ | 国際Aマッチ |
| 年               | 出場        | 得点        |
| ---------------- | ----------- | ----------- |
| 1990             | 3           | 0           |
| 1991             | 1           | 0           |
| 1992             | 7           | 1           |
| 1993             | 3           | 0           |
| 1994             | 10          | 2           |
| 1995             | 5           | 1           |
| 1996             | 2           | 0           |
| 1997             | 4           | 1           |
| 1998             | 6           | 1           |
| 1999             | 2           | 0           |
| 2000             | 4           | 0           |
| 2001             | 0           | 0           |
| 2002             | 1           | 0           |
| 通算             | 48          | 6           |